# Стоянович, Марко (футболист, 1998)
Марко Стоянович (серб. Марко Стојановић; род. 1 февраля 1998, Белград) — сербский футболист, полузащитник клуба «Умка».

## Карьера

### «Рад»
Воспитанник сербской футбольной академии клуба «Рад». В 2015 году принимал участие вместе с клубом в юношеской лиге УЕФА. За основную команду клуба футболист дебютировал 12 марта 2017 года в матче против суботицкого «Спартака», выйдя на поле в стартовом составе. В своём дебютном сезоне футболист сыграл в 5 матчах, результативными действиями не отличившись. 
В новому сезону футболист стал готовиться с основной командой сербского клуба. Первый матч в новом сезоне футболист сыграл 19 августа 2017 года против клуба «Мачва». Затем футболист смог закрепиться в основной команде клуба, чередуя матчи в стартовом составе и со скамейки запасных, результативными действиями не отличившись. В марте 2018 года выбыл из распоряжения сербского клуба до конца сезона.
Летом 2018 года футболист полноценно вернулся в распоряжение основной команды клуба. Первый сыграл 21 июля 2018 года против клуба «Напредак», выйдя на поле в стартовом составе. Закрепиться в основной команде у футболиста не вышло, первоначально появляясь на поле, выходя на замену, а затем и вовсе стал оставаться на скамейке запасных. В январе 2019 года футболист на правах арендного соглашения присоединился к клубу «Вршац» до конца сезона.

### «Златибор»
В июле 2019 года футболист на правах свободного агента футболист перешёл в чаетинский клуб «Златибор». Дебютировал за клуб 3 августа 2019 года в матче против клуба «Графичар», выйдя на поле в стартовом составе. Первым результативным действием за клуб отличился 5 октября 2019 года в матче против клуба «Жарково», отдав голевую передачу. В следующем матче 23 октября 2019 года против клуба «Траял» забил свой дебютный гол. Всего за клуб футболист отличился забитым голом и результативной передачей.

### «Смедерево»
В феврале 2020 года футболист перешёл в клуб «Смедерево». Дебютировал за клуб 8 марта 2020 года в матче против клуба «Земун», выйдя на поле в стартовом составе. Футболист сразу же закрепился в основной команде сербского клуба, однако результативными действиями не отличился. По окончании сезона футболист покинул клуб.

### «Славия-Мозырь»
В конце июля 2020 года в пресс-службе белорусского клуба «Славия-Мозырь» сообщили о скором подписании контракта с футболистом. Вскоре футболист официально пополнил ряды клуба. Дебютировал за клуб 24 июля 2020 года в матче против брестского «Руха», выйдя на поле в стартовом составе. Закрепиться в основной команде клуба у футболиста не получилось, сыграв за сезон лишь в 4 матчах во всех турнирах, результативными действиями не отличившись. 
В начале 2021 года футболист продлил контракт с мозырским клубом ещё на сезон. Новый сезон футболист начал с матча 8 мая 2021 года против брестского «Динамо», выйдя на замену на 35 минуте. На протяжении первой половины сезона футболист так и не смог закрепиться в основной команде клуба. В июле 2021 года футболист покинул мозырский клуб, расторгнув контракт по соглашению сторон.

### «Жарково»
В июле 2021 года футболист присоединился к сербскому клубу «Жарково». Дебютировал за клуб 7 августа 2021 года в матче против клуба «Железничар», выйдя на замену на 66 минуте. Певрым результативным действием за клуб футболист отличился 18 октября 2021 года в матче против клуба ИМТ, отдав голевую передачу. Дебютный гол за клуб забил 15 мая 2022 года в матче против клуба «Явор». На протяжении сезона футболист был одним из основных игроков клуба, однако преимущественно выходил на поле со скамейки запасных. По окончании сезона покинул клуб.

### «Лозница»
В августе 2022 года футболист присоединился к клубу БАСК. В феврале 2023 года футболист перешёл в клуб «Лозница». Дебютировал за клуб 25 февраля 2023 года в матче против клуба «Инджия», выйдя на поле в стартовом составе. На протяжении сезона футболист оставался игроком замены, появляясь на поле в основном на последних минутах. По окончании сезона футболист покинул клуб. 